# Widich Nunatak
Widich Nunatak är en nunatak i Antarktis. Den ligger i Västantarktis. Inget land gör anspråk på området. Toppen på Widich Nunatak är 1 789 meter över havet.
Terrängen runt Widich Nunatak är huvudsakligen platt, men åt sydost är den kuperad. Terrängen runt Widich Nunatak sluttar norrut. Trakten är obefolkad. Det finns inga samhällen i närheten.